# دنقلا (إلينوي)
دُنقلا (بالإنجليزية: Dongola)‏، دنقلا هي قرية في مقاطعة يونيون، إلينوي، الولايات المتحدة. يقدر عدد سكانها بـ 726 وفقًا لتعداد سنة 2010.

## تاريخ
تأسست دنقلا في عام 1857 كمحطة على طول سكة حديد إلينوي المركزية [الإنجليزية]. إنشأ فيها مكتب بريد يعرف باسم "يونيونفيل" عام 1855، ولكن تم تغيير الاسم إلى "دنقلا" تيمنا بمدينة دنقلا بالسودان.